# Mycetophila strigatoides
Mycetophila strigatoides är en tvåvingeart som först beskrevs av Lundrock 1927.  Mycetophila strigatoides ingår i släktet Mycetophila och familjen svampmyggor. Arten är reproducerande i Sverige. Inga underarter finns listade i Catalogue of Life.